# Orsidis flavosticticus
Orsidis flavosticticus är en skalbaggsart som beskrevs av Stefan von Breuning 1938. Orsidis flavosticticus ingår i släktet Orsidis och familjen långhorningar. Inga underarter finns listade i Catalogue of Life.